# Gallinago
Gallinago är ett fågelsläkte inom familjen snäppor och som omfattar ungefär 18 arter.

## Utseende
Liksom många andra snäppor har arterna inom släktet påtagligt korta ben. De har en välkamouflerad fjäderdräkt i främst brunt och grått och utmärker sig genom sina spetsiga, smala vingar och sin långa raka näbb, som dock är böjlig. Övre näbbhalvan har en fåra som sträcker sig från näsborrarna ända ut till näbbspetsen. Denna fåra är överdragen med en mjuk hud som har en stor mängd känselkroppar. De har stora ögon vilket skvallrar om deras nattliga levnadsvanor. De har jämförelsevis långa, ända till basen från varandra fria tår, av vilka den mellersta framtån är ungefär av samma längd som tarsen. Nedre delen av underbenet är bar.

## Utbredning
Släktet Gallinago finns representerat över stora delar av världen. De häckar i nordliga trakter, men eftersom de inte kan hämta föda från frusen mark, tillbringar de vintern i mellersta eller södra Europa eller i Afrika.

## Beteende, föda och biotop
Beckasinerna är till sitt levnadssätt utpräglade vadare som lever i fuktiga trakter och våtmarker där de med sin känsliga näbb rotar i dy och bland mossa och nedfallna löv för att söka sin föda. Födan består av insekter, maskar och små snäckor. Beckasinerna påträffas framför allt vid öppna myrar, mossar, sjöar och flodstränder. Deras flykt påminner lite om fladdermössens, och deras spetsiga vingarna ger dem hög fart som bryts upp i konstiga krumbukter. På marken rör de sig mera som hönsfåglar, och liksom dessa "trycker" de när faror hotar.

## Arter
Idag urskiljs vanligen 18 nu levande arter i släktet. Listan nedan följer AviList:
- Kejsarbeckasin (Gallinago imperialis)
- Jättebeckasin (Gallinago undulata)
- Chilebeckasin (Gallinago stricklandii)
- Andinsk beckasin (Gallinago jamesoni)
- Skogsbeckasin (Gallinago nemoricola)
- Bergbeckasin (Gallinago solitaria)
- Dubbelbeckasin (Gallinago media)
- Tajgabeckasin (Gallinago megala)
- Sibirisk beckasin (Gallinago stenura)
- Japansk beckasin (Gallinago hardwickii)
- Madagaskarbeckasin (Gallinago macrodactyla)
- Enkelbeckasin (Gallinago gallinago)
- Amerikansk beckasin (Gallinago delicata)
- Afrikansk beckasin (Gallinago nigripennis)
- Ädelbeckasin (Gallinago nobilis)
- Punabeckasin (Gallinago andina)
- Sydamerikansk beckasin (Gallinago paraguaiae)
- Magellanbeckasin (Gallinago magellanica) – inkluderades tidigare i paraguaiae

DNA-studier visar att arterna andinsk beckasin, chilebeckasin och kejsarbeckasin möjligen står närmare beckasinerna i Coenocorypha och bör därför lyftas ut till ett eget släkte, Chubbia. Inga större taxonomiska auktoriteter har dock implementerat dessa resultat.

## Utdöda arter
Två utdöda arter har beskrivits från fossila lämningar:
- Västindisk beckasin (Gallinago kakuki) – dog ut under holocen
- Gallinago azovica – sen miocen vid Azovsjön i sydvästra Ryssland[1]